# 宋子良
宋子良（1899年—1987年5月11日），男，籍貫廣東省文昌縣（位於海南島），中华民国實業家、銀行家，孚中國際與孚中實業公司的實際掌權者。

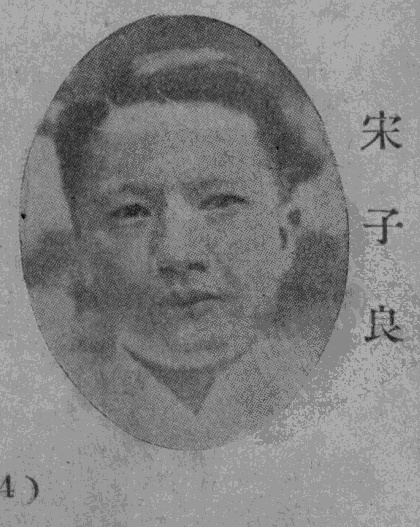

## 生平
1901年生于上海:8。1917年毕业于上海圣约翰大学，后即赴美國范德堡大学留学。1921年，畢業於美國范德堡大学:8。
回國後於1929年8月任中华民国外交部秘书，1930年4月任外交部總務司司長。
1931年任上海浚浦局局長，六河溝煤礦公司常務董事兼協理，中國國貨銀行、中國建設銀公司理事兼總經理，中央銀行理事等職:8。至1949年，宋子良為中央銀行監事。1934年為中國建設銀公司總經理。該公司由宋子文、孔祥熙及上海17家銀行及政界要人投資組成，利用官僚銀行的資本投資多項建設事業，如揚子電氣公司、淮南煤礦鐵路公司等，發展迅速。並先後任中國銀行、交通銀行、中國實業公司、中國農工銀行、華美煙草公司、南洋兄弟煙草公司、大晚報館、時事新報館等董事，郵政儲金滙業局監察委員會委員長，上海市銀行同業公會執行委員:8。
1935年4月交通銀行改組，宋任常務董事。同年，財政部組織上海工商業貸款審查委員會，執行對工商業的救濟計畫，宋作為中國國貨銀行代表參加該委員會，委員會總部即設在該行內。
1936年宋與徐勘、陳行組織七星公司參與市場投機，利用國貨銀行頭寸盈利。
1936年7月，任廣東省政府委員兼廣東財政廳廳長:8。將廣東省的一些銀行納入政府控制。同年12月創辦中國汽車製造公司。中國抗日戰爭期間，任滇緬公路總辦，掌管租借事務，負責採購和運輸補給品，是宋子文得力助手:8。1944年，任英、美、中三國戰後和平機構會議專門委員:8。
1946年，任國際復興建設銀行代理事:8。兼中央信託局理事及出席國際貨幣會議中國代表。
1947年，定居美國紐約:8。1987年逝世:8。

## 家庭
父親宋嘉澍（原名韓教准）是北宋三朝宰相韩琦的二十九代孙，曾是美南監理會（今衛理公會）的牧師，後經營出版業致富，資助孫中山革命，母亲倪桂珍。宋子良在全家六兄弟姊妹中排行第五，哥哥宋子文比他年长5岁，三位姐姐宋靄齡、宋慶齡、宋美齡分别比他年长10岁、6岁和1岁，弟弟宋子安则比他年幼7岁。
妻子席曼英（1915–1994），育有獨生女兒宋慶頤（1943–1991）。
岳父席德懋。

## 轶事
宋子良曾居於香港干德道11號寓所，宋慶齡亦曾於1937年12月至1941年12月期間暫居於此。